# Филип Георгиев
Филип Георгиев Димитров е български учител и революционер, председател на Леринския околийски комитет на Вътрешната македоно-одринска революционна организация.

## Биография
Георгиев е роден през 1873 година в град Лерин, тогава в Османската империя, днес Флорина, Гърция. Завършва в 1890 година с петия випуск Солунската българска мъжка гимназия и става учител в Боймица. Влиза във ВМОРО. При Баялската афера в началото на 1901 година е интерниран в родния си град заедно с жена си. В Лерин също става учител и е ръководител на околийския революционен комитет. През същата година е арестуван във връзка с Иванчовата афера. Благодарение на объркване на имената успява да се спаси и бяга в Битоля, а оттам в България.
Съучредител е на Леринското благотворително братство през август 1919 година.